# Elizabeth Proctor
 (avril 2017).
Pour les articles homonymes, voir Proctor.
Elizabeth Proctor, née Bassett en 1652 Lynn (Massachusetts) et morte à une date inconnue, a été jugée et condamnée pour sorcellerie dans les procès des Sorcières de Salem en 1692, mais la sentence n'a pas été exécutée. Elle était l'épouse de John Proctor, qui a été condamné et exécuté.
La condamnation à mort d'Elizabeth Proctor a été reportée du fait de sa grossesse. En 1693, le nouveau gouverneur, Sir William Phips, a gracié 153 prisonniers, dont Elizabeth. Elle s'est remariée avec Daniel Richard en 1699. En 1703, son premier mari John Proctor et elle-même ont été innocentés rétroactivement par la loi du Massachusetts, annulant ainsi leurs condamnations.

## Biographie

### Jeunesse
Elizabeth est née à Lynn (Massachusetts). À l'âge adulte, elle pesait 155 livres,,. En 1674, elle épouse John Proctor, à Salem dans le Massachusetts.
La grand-mère d'Elizabeth, Anne (Holland) Bassett Burt, était sage-femme et faisait partie de la Société religieuse des Amis. Chez les Puritains, la Société religieuse des Amis était regardée avec méfiance ; on comparait régulièrement leurs membres à des sorcières. Anne n'était pas médecin, mais était connue pour ses talents de guérisseuse, et certaines de ses connaissances considéraient que seule la sorcellerie pouvait expliquer ces compétences. Elle fut condamnée pour sorcellerie en 1669. Philip Read, un docteur de la ville, faisait partie des témoins. Ces accusations ont pu contribuer à la persécution d'Elizabeth presque 30 ans plus tard.

## Les procès de Salem

### Accusations de sorcellerie
En mars 1692, la servante des Proctor, Mary Warren, est prise de convulsions et dit avoir vu le spectre de Giles Corey. John Proctor ignore ses avertissements (il se montre sceptique face aux accusations de sorcellerie qui parcourent la ville) et lui ajoute des tâches. Il considère que les jeunes filles ensorcelées devraient être soupçonnées de sorcellerie plutôt que les femmes respectables qu'elles accusent. Son attitude négative face à la chasse aux sorcières et aux jeunes victimes pourrait avoir entraîné les accusations contre sa propre femme.
Le 26 mars 1692, Mercy Lewis profère les premières accusations contre Elizabeth : elle déclare que son spectre vient la tourmenter chez elle. William Rayment, habitant d'un village voisin, mentionne qu'il a entendu dire qu'Elizabeth Proctor serait entendue au tribunal le lendemain. Prise de convulsions, l'une des jeunes filles présentes se met à crier : « Goody Proctor ! La vieille sorcière ! Je la ferai pendre ! » La jeune fille revient néanmoins sur ces propos lorsque certains villageois présents, dubitatifs, lui répondent que la famille Proctor est trop respectée dans la communauté.
Le 29 mars 1692, Abigail Williams et Mercy Lewis témoignent de nouveau de l'apparition du spectre d'Elizabeth Proctor. Quelques jours plus tard, Abigail déclare qu'Elizabeth la pince à distance, déchire ses entrailles, et qu'elle est tourmentée par les spectres d'Elizabeth et de John. En avril 1692, 31 habitants d'Ipswich signent un certificat de moralité en faveur de John et d'Elizabeth et nient avoir jamais été témoins d'actes suspects de leur part.
En mai 1692, vingt nouveaux signataires produisent un certificat similaire. Parmi les signataires, on compte plusieurs des propriétaires les plus riches de Topsfield et de Salem. Cette pétition remet en question les témoignages allégeant de l'apparition des spectres, atteste des valeurs morales et pieuses de John et Elizabeth, et souligne encore une fois qu'aucune marque de sorcellerie n'a pu être décelée dans les actions du couple.
Le 2 juin 1692, une équipe médicale (un docteur et plusieurs femmes) vient examiner Elizabeth et d'autres accusées. Ils recherchent des marques de maladies congénitales, grains de beauté et autres marques de peau, lesquels étaient considérés à l'époque comme des marques de sorcellerie et de contact avec le diable. L'équipe ne trouve rien.
Le 2 août 1692, le conseil réuni pour les procès se rassemble à Salem pour décider de la sentence de John, Elizabeth et d'autres accusés. John rédige son testament, dans lequel il n'inclut pas Elizabeth, pensant peut-être qu'elle serait exécutée avec lui. Malgré les témoignages, pétitions et certificats en leur faveur, John et Elizabeth sont tous les deux condamnés à mort. Elizabeth, enceinte, obtient un délai d'exécution. Elle doit être pendue après la naissance de son enfant. John tente d'obtenir un délai également, mais n'y parvient pas. Le 19 août 1692, John Proctor est exécuté. Elizabeth reste emprisonnée. John, avant de mourir, avait déposé une requête contre sa sentence et celle de sa femme.

### Libération
En janvier 1693, plusieurs centaines de personnes attendent encore de passer devant le tribunal. Le 27 janvier, alors qu'elle est toujours emprisonnée, Elizabeth donne naissance à un garçon, qu'elle nomme John. Elizabeth n'est pas exécutée immédiatement, malgré la sentence de la cour.
En mai 1693, les victimes accusent la femme du gouverneur du Massachusetts, Sir William Phips. Le gouverneur, désormais persuadé que beaucoup sont condamnés sans preuves, ordonne la libération de 153 personnes emprisonnées, dont Elizabeth Proctor fait partie. Avant sa libération, sa famille a dû payer ses frais d'emprisonnement. À cette époque, les familles devaient payer pour la cellule de leur proche, ainsi que pour les frais de leur exécution.

### Conséquences du procès
Parce qu'elle a été condamnée, Elizabeth est toujours considérée, aux yeux de la loi, comme une personne décédée, en marge de la société. Les possessions et propriétés des Proctor ont été confisquées avant même leur procès, et Elizabeth ne peut les revendiquer après sa libération. Elle ne parvient pas non plus à récupérer sa dot, qui légalement n'existe plus. Elizabeth fait appel à la Cour Générale afin d'être innocentée et restaurer ses droits légaux. Le gouvernement ne considère sa requête que sept ans plus tard.
Le 19 avril 1697, le tribunal de Salem demande aux héritiers des Proctor de fournir sa dot à Elizabeth. Le 22 septembre 1699, Elizabeth épouse son second mari, Daniel Richards, à Lynn. À la demande du public, les tribunaux des procès de Salem publient des excuses écrites le 18 mars 1702. En juillet 1703, le public demande à la Cour Générale de considérer les requêtes et pétitions des familles accusées à tort. Elizabeth est innocentée. La Chambre des représentants du Massachusetts passe une loi contre l'utilisation de l'apparition des spectres comme preuve tangible. Seuls les accusés ayant fait appel à la cour, néanmoins, sont innocentés rétroactivement ; c'est le cas pour les Proctor et Rebecca Nurse.
En novembre 2001, plus de 300 ans après les faits, une loi du Massachusetts a innocenté toutes les victimes des procès des Salem, et a publié leurs noms.

## Liens Externes
- Mandat d'Arrêt d'Elizabeth
- Notes Biographiques (en anglais)